# Kanton Val-Couesnon
Der Kanton Val-Couesnon (früher Antrain) (bretonisch Kanton Entraven) ist seit 1790 ein französischer Wahlkreis in den Arrondissements Fougères-Vitré und Rennes, im Département Ille-et-Vilaine und in der Region Bretagne; sein Hauptort ist Val-Couesnon. 

## Geschichte
Der Kanton entstand am 15. Februar 1790. Von 1801 bis 2015 gehörten zehn Gemeinden zum Kanton Antrain. Mit der Neuordnung der Kantone in Frankreich stieg die Zahl der Gemeinden 2015 auf 31. Zu den bisherigen Gemeinden des alten Kantons Antrain kamen alle 11 Gemeinden des bisherigen Kantons Saint-Brice-en-Coglès und 10 der 15 Gemeinden des bisherigen Kantons Saint-Aubin-d’Aubigné hinzu.

## Lage
Der Kanton liegt im Norden des Départements Ille-et-Vilaine. 

## Gemeinden

### Kanton Antrain seit 2015
Der Kanton besteht aus 24 Gemeinden mit insgesamt 38.285 Einwohnern (Stand: 1. Januar 2022) auf einer Gesamtfläche von 557,10 km²:
| Gemeinde                 | Gallo                   | Bretonisch           | Einwohner (2022) | Fläche (km²) | Code postal  | Code Insee | Arrondissement |
| ------------------------ | ----------------------- | -------------------- | ---------------- | ------------ | ------------ | ---------- | -------------- |
| Andouillé-Neuville       | Andólhae                | Andolieg-Kernevez    | 1.006            | 12,61        | 35250        | 35003      | Rennes         |
| Aubigné                  | Aubinyae                | Elvinieg             | 465              | 2,20         | 35250        | 35007      | Rennes         |
| Bazouges-la-Pérouse      | Bazój-la-Pérózz         | Bazeleg-ar-Veineg    | 1.865            | 58,18        | 35560        | 35019      | Fougères-Vitré |
| Chauvigné                | Chauvinyaé              | Kelvinieg            | 807              | 17,71        | 35490        | 35075      | Fougères-Vitré |
| Feins                    | Feins                   | Finiou               | 1.066            | 20,35        | 35440        | 35110      | Rennes         |
| Gahard                   | Gahard                  | Gwaharzh             | 1.523            | 24,96        | 35490        | 35118      | Rennes         |
| Le Châtellier            | Le Chastelier           | Kasteller            | 427              | 13,43        | 35133        | 35071      | Fougères-Vitré |
| Le Tiercent              | Le Tierczant            | An Tergant           | 194              | 3,70         | 35460        | 35336      | Fougères-Vitré |
| Les Portes du Coglais    |                         | Dorioù-ar-Gougleiz   | 2.235            | 40,71        | 35460        | 35191      | Fougères-Vitré |
| Maen Roch                |                         | Maen Roc'h           | 5.093            | 39,11        | 35460        | 35257      | Fougères-Vitré |
| Marcillé-Raoul           | Marcilhae-Raóll         | Marc'helleg-Raoul    | 737              | 22,41        | 35560        | 35164      | Fougères-Vitré |
| Montreuil-sur-Ille       | Móstroelh               | Mousterel-an-Il      | 2.419            | 15,15        | 35440        | 35195      | Rennes         |
| Mouazé                   | Móazae                  | Moezeg               | 1.728            | 8,39         | 35250        | 35197      | Rennes         |
| Noyal-sous-Bazouges      | Nóyau                   | Noal-Bazeleg         | 382              | 14,83        | 35560        | 35205      | Fougères-Vitré |
| Rimou                    | Rimó                    | Rivoù                | 350              | 13,28        | 35560        | 35242      | Fougères-Vitré |
| Romazy                   | Romaziu                 | Rovazil              | 275              | 7,18         | 35490        | 35244      | Fougères-Vitré |
| Saint-Aubin-d’Aubigné    | Saent-Aubein-d'Aubinyae | Sant-Albin-Elvinieg  | 4.231            | 23,52        | 35250        | 35251      | Rennes         |
| Saint-Germain-en-Coglès  | Saent-Jermaen-an-Cogl   | Sant-Jermen-Gougleiz | 2.091            | 32,09        | 35133        | 35273      | Fougères-Vitré |
| Saint-Hilaire-des-Landes | Saent-Ilaèrr            | Sant-Eler-al-Lann    | 1.032            | 18,27        | 35140        | 35280      | Fougères-Vitré |
| Saint-Marc-le-Blanc      | Saent-Mard-le-Blaunc    | Sant-Mezar-Elvinieg  | 1.567            | 22,76        | 35460        | 35292      | Fougères-Vitré |
| Saint-Rémy-du-Plain      | Saent-Remi-deü-Plaen    | Sant-Revig-ar-Plaen  | 808              | 14,87        | 35560        | 35309      | Fougères-Vitré |
| Sens-de-Bretagne         | Santz                   | Sen                  | 2.620            | 30,82        | 35490        | 35326      | Rennes         |
| Val-Couesnon             |                         |                      | 4.084            | 79,01        | 35460, 35560 | 35004      | Fougères-Vitré |
| Vieux-Vy-sur-Couesnon    | Vioez-Vic               | Henwig-ar-C'houenon  | 1.280            | 21,56        | 35490        | 35355      | Rennes         |
| Kanton Val-Couesnon      | Antrein                 | Entraven             | 38.285           | 557,10       | -            | 3501       | -              |

### Kanton Antrain bis 2015
Der alte Kanton Antrain bestand aus zehn Gemeinden auf einer Fläche von 220,29 km². Diese waren: Antrain (Hauptort), Bazouges-la-Pérouse, Chauvigné, La Fontanelle, Marcillé-Raoul, Noyal-sous-Bazouges, Rimou, Saint-Ouen-la-Rouërie, Saint-Rémy-du-Plain und Tremblay.

### Veränderungen im Gemeindebestand seit der landesweiten Neuordnung der Kantone
2019:
- Fusion Baillé und Saint-Marc-le-Blanc → Saint-Marc-le-Blanc
- Fusion Antrain, La Fontenelle, Saint-Ouen-la-Rouërie und Tremblay → Val-Couesnon

2017:
- Fusion Coglès, La Selle-en-Coglès und Montours → Les Portes du Coglais
- Fusion Saint-Brice-en-Coglès und Saint-Étienne-en-Coglès → Maen Roch

## Bevölkerungsentwicklung
| 1962   | 1968  | 1975  | 1982  | 1990  | 1999  | 2006  | 2012  | 2016   |
| ------ | ----- | ----- | ----- | ----- | ----- | ----- | ----- | ------ |
| 10.455 | 9.931 | 9.802 | 9.208 | 8.772 | 8.428 | 8.962 | 9.300 | 36.995 |

## Politik
Im 1. Wahlgang am 22. März 2015 erreichte keines der vier Wahlpaare die absolute Mehrheit. Bei der Stichwahl am 29. März 2015 gewann das Gespann Aymar De Gouvion Saint Cyr (UMP/LR)/Laëtitia Meignan (Union de la Droite) gegen Henri Rault/Florence Rio-Danielou (beide DVG) mit einem Stimmenanteil von 50,09 % (Wahlbeteiligung:51,64 %).
Seit 1945 hatte der Kanton folgende Abgeordnete im Rat des Départements:
| Vertreter im conseil général des Départements | Vertreter im conseil général des Départements | Vertreter im conseil général des Départements |
| Amtszeit                                      | Name                                          | Partei                                        |
| --------------------------------------------- | --------------------------------------------- | --------------------------------------------- |
| 1945–1951                                     | Jean Trocherie                                | SFIO                                          |
| 1951–1976                                     | Fernand Aupinel                               | MRP, dann DVD                                 |
| 1976–1988                                     | Raymond Duval                                 | DVD                                           |
| 1988–2001                                     | Michel Lahogue                                | DVG                                           |
| 2001–2008                                     | Daniel Prévost                                | UMP                                           |
| 2008–2015                                     | Henri Rault                                   | DVG                                           |
| 2015–                                         | Aymar De Gouvion Saint Cyr Laëtitia Meignan   | UMP/LR Union de la Droite                     |